# Leopold Reichwein

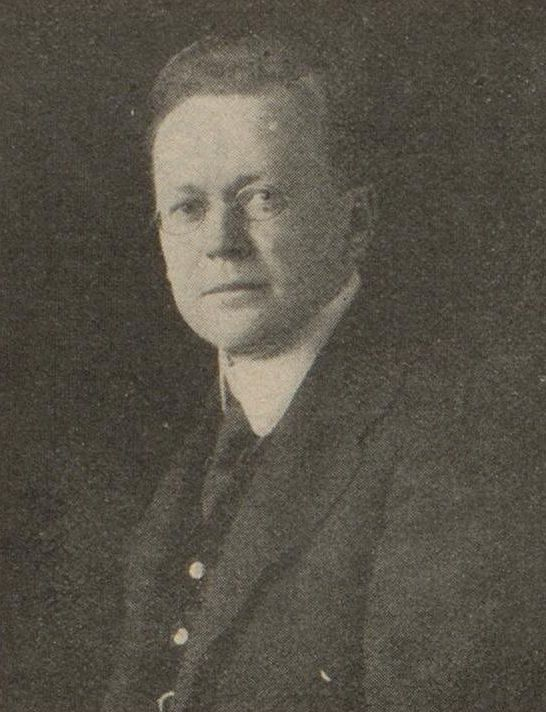
Leopold Reichwein, um 1913

Leopold Max Eberhard Reichwein (* 16. Mai 1878 in Breslau, Niederschlesien; † 8. April 1945 in Wien) war ein deutscher Dirigent und Komponist.

## Leben
Reichwein begann seine Karriere am Stadttheater seiner Heimatstadt, wo er ab 1897 als Korrepetitor und von 1902 bis 1904 als Kapellmeister tätig war. In dieser Position arbeitete er dann an den  Stadttheatern von Lübeck (1904/05) und Essen (1905/07) und von 1907 bis 1909 am Hof- und Nationaltheater Mannheim. Von 1909 bis 1913 war er Hofkapellmeister der Großherzoglich Badischen Hofkapelle Karlsruhe. 1913 wurde er als Nachfolger von Bruno Walter Dirigent der Wiener Hofoper (bis 1920). Mit Wilhelm Furtwängler war er von 1921 bis 1927 Konzertdirektor der Gesellschaft der Musikfreunde in Wien. Von 1926 bis 1938 leitete er als Generalmusikdirektor das Städtische Orchester Bochum. Unter seiner Leitung traten die bis dahin von diesem Orchester gepflegte modernen Kompositionen von Paul Hindemith, Ernst Krenek, Erwin Schulhoff oder Anton Webern zugunsten klassisch-romantischer Musik in den Hintergrund des Repertoires. Als er 1932 in der Parteizeitung der NSDAP Völkischer Beobachter den Artikel Die Juden in der deutschen Musik veröffentlichte, in dem er sich an Richard Wagners antisemitisches Pamphlet Das Judenthum in der Musik anlehnte, zog er sich den Zorn der noch widerstandsbereiten Bochumer zu.
Reichwein war ein überzeugter Nationalsozialist und trat zum 1. März 1932 der NSDAP bei (Mitgliedsnummer 1.009.765), zudem schloss er sich dem völkisch gesinnten, antisemitischen Kampfbund für deutsche Kultur an. Er veröffentlichte unter anderem im Völkischen Beobachter Hetztiraden gegen jüdische Komponisten wie Felix Mendelssohn Bartholdy, denen er primär finanzielle Interessen als Antrieb ihres künstlerischen Schaffens unterstellte. Am 20. April 1938 ernannte ihn Adolf Hitler zum Generalmusikdirektor. Nach dem Einmarsch und „Anschluss Österreichs“ propagierte er den Aufruf zur „Volksabstimmung“ mit folgenden Worten: „Da Adolf Hitler uns deutschen Künstlern Österreichs die Freiheit zurückerobert hat, ist es uns allen tiefstes Bedürfnis, den Dank durch Bekenntnis und Tat zu beweisen.“ In der Folgezeit war er Dirigent an der Wiener Staatsoper und Leiter der Dirigentenklasse an der Staatsakademie für Musik Wien. Reichwein gründete das NS. Wiener Tonkünstler Orchester neu.
Im Mai 1938 nahm er für das Label Odeon mit dem Wiener Staatsopernorchester 7 Ouvertüren zu Werken von A. Adam, F. v. Flotow, O. Nicolai, F. v. Suppe, A. Thomas und C. M. v. Weber  auf, zudem existieren einige kürzere Mitschnitte aus Aufführungen der Wiener Staatsoper.
Gegen Ende des Zweiten Weltkriegs wählte Reichwein am 8. April 1945 in Wien den Freitod.
Zu seinen Werken gehören Opern, Operetten, Bühnenmusiken und Lieder. 1934 veröffentlichte er ein schmales Buch über die Bayreuther Festspiele: Bayreuth: Werden und Wesen der Bayreuther Bühnenfestspiele (Velhagen & Klasing, Bielefeld/Leipzig).